# 三井直麿
三井 直麿（1913年10月2日 - 1994年8月13日）は、日本のデザイナー、デザイン画家。
映画俳優の三井弘次（三井日子秀）は兄、慶応義塾大学医学博士の三井但夫は弟である。
生涯デザイン画家であった。辻まことと絵の制作会社Ｚスタジオを創設。これには荻原賢次が参加している。